# Col de la Rochette (Alpes)
Pour les articles homonymes, voir Col de la Rochette.
Le col de la Rochette est un col situé en France, dans le massif du Vercors (Alpes), à 1 009 mètres d'altitude.